# 玉宝寺 (小田原市)
玉宝寺（ぎょくほうじ）は神奈川県小田原市にある曹洞宗の仏教寺院である。山号は天桂山。「多古の五百羅漢」として知られており、最寄駅名の由来にもなっている。

## 本尊
- 釈迦如来

## 歴史
後北条氏の家臣となった垪和氏の垪和伊予守が母親の菩提を弔うため、天文3年（1534年）旧多古村の当地に建立したとされる。

- 山門
- 堂内
- 五百羅漢像

## 文化財
五百羅漢像
- 享保15年（1730年）旧多古村出身の僧・智鉄が木彫五百羅漢像の造立を発願したが果たせず没し、弟の僧・真澄が志を継いで宝暦7年（1757年）に完成させた。[1][2]
- 19世紀に起きた嘉永・安政の両地震で損失するが、直後の万延年間には補足と補修が行われた。
- 現存する羅漢像は526体で、全て本堂内に並列する。像高は立像で30～60センチメートル、座像で24センチメートル程。
- 昭和53年（1978年）、小田原市の有形民俗文化財に指定されている。[3]

## 所在地・交通
神奈川県小田原市扇町5-1-28
- 伊豆箱根鉄道大雄山線五百羅漢駅下車徒歩3分
- 小田急小田原線足柄駅下車徒歩5分